# Blaise Cronin
Blaise Cronin (1949) és un bibliòmetra, documentalista irlandès. Va obrir noves via de recerca teòrica en el camp de la Informació i Documentació en organitzacions, a més de ser pioner en el desenvolupament d'una teoria de cites bibliomètriques.

## Biografia
Blaise Cronin va néixer en Newry, Irlanda del Nord. Es va llicenciar en el Trinity College de Dublín el 1971, realitzant postgraus en Biblioteconomia a la Universitat Queen's de Belfast i doctorant-se en aquest centre el 1983 en Informació. Paral·lelament, va ser investigador principal de la Association for Information Management de Londres des de 1980 a 1985, any en què passà a l'àmbit acadèmic recalant a la Universitat de Glasgow (Escòcia). El 1991, abandona Europa per treballar a la Universitat d'Indiana, al Departament de Biblioteconomia i Documentació on va ser degà durant 19 anys. A més, ha estat professor resident en nombrosos centres com la Universitat de Brighton o la Universitat Napier d'Edimburg.
Ha estat membre del consell de redacció de nombroses revistes científica, sent editor de la revista Annual Review of Information Science and Technology de 2001 a 2011. En 2009 va ser nomenat editor cap de la revista Journal of the Association for Information Science and Technology (JASIST). També és membre de diferents associacions com la American Society of Information Science and Technology (ASIST), la Association for Computing Machinary o la International Society for Scientometrics and Informetrics. Arxivat 2016-03-03 a Wayback Machine.
Com a consultor extern ha treballat amb la UNESCO, l'OTAN, el British Council o amb Chemical Abstract Services. També ha col·laborat amb diferents ministeris de països de diferents continents.

## Obra acadèmica

### Formulació delInformation Management
A mitjans dels 80, el camp teòric en Documentació va fer un pas de gegant quan va començar a tractar la gestió de la informació i documentació en l'organitzacions. Els teòrics anglosaxons van ser els primers a considerar la informació com un bé econòmic, un factor de producció i una forma de capital. Blaise Cronin va ser pioner en considerar la informació com una font de poder en ser detentadora del coneixement i, per tant, un factor de decisió.
Cronin cridaria a aquesta nova disciplina Information Management o Gestió de la informació i considerà les organitzacions com a sistemes d'informació organitzats. Aquesta gestió seria un aspecte integral de les organitzacions en ser capaç d'articular respostes al desenvolupament de factors com araː
- el creixement continu del volum i de la varietat de la informació documental.
- la convergència de les tecnologies associades a la creació, comunicació i disseminació de la informació.
- la importància cada cop més gran de la informació com a recurs clau de les organitzacions.
- la necessitat de gestionar aquest recurs d'una manera més eficaç.

Per realitzar aquestes tasques, Cronin postula un nou professional al que crida Information Manager o gestor de la informació, que coordibaria i seria responsable de tots els fluxos informatius que es generin a l'organització.. Per aconseguir-ho, Cronin considera que els sistemes d'informació han de fer un canvi, atès aue tradicionalment han estat massa centrats en les tasques rutinàries del tractament documental.

### Teoria de la citació
Blaise Cronin també ha treballat profusament en Bibliometria i Informetría, on ha investigat en els processos de citació, sent pioner a dissenyar una Teoria de cites. El seu enfocament es produeix des de la Recuperació d'informació i considera a les cites com una funció en la comunitat científica entre textos. Aquestes cites, estan lligades als fluxos del coneixement, i influeixen en la relacions socials i intel·lectuals; és a dir, analitza com els treballs citen a determinats autors per agraïment o deute intel·lectual o científica, però que no han tingut especial rellevància ni en la metodologia, procés o resultats del treball científic publicat.
A més, Cronin assenyala un fet bastant curiós que es repeteix en articles científics: a quanta major profunditat física, majors seran també les cites i les coautorías. Així i tot, Cronin considera que les cites bibliogràfiques segueixen tenint vigència, ja que assenyalen l'impacte que ha tingut un articles en la literatura científica posterior.

## Publicacions i premis
Blaise Cronin ha estat guardonat amb nombrosos premis, entre ells, el Premi ASIST al Mèrit Acadèmic en 2006 i la Medalla Derek de Solla Price en 2013 per les seves contribucions en el camp de la bibliometria
Cronin ha publicat més de 300 escrits entre monografies, articles científics o d'opinió, conferències, etc. Entre ells destaquen:
- 1984: The citation process.
- 1988: Post-professionalims (al costat d'Elizabeth Davenport.
- 1991: Elements of Information Management (també al costat de Davenport).
- 1995: The scholar's courtesy.
- 2000: The web of knowledge.
- 2005: The hand of Science.